# كولن سكوت (لاعب دوري الرغبي)
كولن سكوت (بالإنجليزية: Colin Scott)‏ هو لاعب دوري الرغبي أسترالي، ولد في 22 مارس 1960 في North Queensland ‏ في أستراليا.